# Il folletto in casa dello speziale
Il folletto in casa dello speziale (Nissen hos Spekhøkeren) è una fiaba dello scrittore e poeta danese Hans Christian Andersen, pubblicata per la prima volta nel 1852. Racconta la storia di un folletto che deve scegliere tra il rimanere fedele a servizio di un onesto lavoratore di drogheria o di un giovane studente.

## Trama
C'era una volta uno studente che abitava nella soffitta di una casa, mentre uno speziale viveva al primo piano. Poiché il droghiere aveva preso l'abitudine di dare ad un folletto ogni Natale un pezzo di burro e della buona marmellata, questi gli aveva promesso di rimanere fedelmente riconoscente.
Un giorno lo studente andò a comprare il formaggio per il pranzo e delle candele ma, rendendosi conto che gli era stato avvolto il cibo in una pagina strappata da un libro di poesie, ha voluto comprare il libro al posto del formaggio, parlando in sovrappiù con scortesia dell'incapacità dello speziale di poter capire la poesia.
Il folletto, offeso per le avventate dette dallo studente, utilizza la magia per far parlare tutti gli oggetti presenti nella stanza dello speziale (un secchio, un macinino da caffè e la cassa) e questi finiscono presto col confermargli che la poesia era una cosa davvero completamente inutile.
Il folletto allora corre a rivelare la notizia allo studente ma ecco che, appena s'appresta ad entrare nella sua stanza, vede lo studente leggere il libro di poesie, da cui esce un possente raggio luminoso - in realtà un meraviglioso albero di Natale tutto addobbato e brillante di luci - la cosa più splendida che avesse mai visto in tutta la sua vita.
Torna più volte ad ammirare l'albero di luce attraverso lo spioncino della porta e vorrebbe sedersi accanto alo studente sotto l'albero a leggere il libro, ma non poteva mai rimanere lì troppo a lungo, per non tradire la fedeltà che aveva precedentemente promesso allo speziale.
Un giorno scoppia un incendio in un cortile vicino; lo speziale e la moglie, svegliati dall'allarme, senza sapere dove l'incendio sia, scappano fuori dopo aver preso i braccialetti d'oro, le azioni di borsa e la vestaglia di seta; al folletto non rimane altro da fare che correre di gran carriera dallo studente, che sta tranquillamente alla finestra, per salvare il libro di poesie prima di volare in salvo attraverso il camino; si rende così chiaramente conto ch'egli ha pensato sinceramente essere quello il più grande tesoro presente in tutta la casa. Decide infine di dividere imparzialmente il proprio cuore tra lo speziale e lo studente.